# Wank (Nesselwang)
Wank ist ein Gemeindeteil des Marktes Nesselwang im bayerisch-schwäbischen Landkreis Ostallgäu.

## Geographie
Das Dorf liegt südöstlich des Kernortes Nesselwang und südwestlich des Nesselwanger Gemeindeteils Hertingen.
Unweit westlich des Ortes verläuft die St 2520, nordöstlich erstreckt sich das 37,15 ha große Naturschutzgebiet Attlesee und südöstlich das Hertinger Moos.

## Baudenkmäler
In der Liste der Baudenkmäler in Nesselwang ist für Wank die katholische Kapelle St. Johannes der Täufer als einziges Baudenkmal aufgeführt. Bei dem 1706 erbauten und 1726 geweihten Gebäude handelt es sich um einen Satteldachbau mit Dachreiter, Rundbogenöffnungen und Heiligennische.

## Söhne und Töchter
- Hermann Wegscheider (1880–1941), Opfer des Nationalsozialismus